# Classe South Dakota (1939)
Pour les autres classes de navires du même nom, voir Classe South Dakota.
La classe South Dakota est une classe de quatre cuirassés rapides construits pour l'United States Navy au début de la Seconde Guerre mondiale. Les quatre navires de cette classes sont plus compacts et mieux protégés que leurs prédécesseurs de la classe North Carolina, mais ont les mêmes canons de 406 mm en tourelles triples.

## Navires de la classe
| Nom           | Numéro de coque | Chantier                          | Quille           | Lancement         | Armement      | Destin                                                                                             |
| ------------- | --------------- | --------------------------------- | ---------------- | ----------------- | ------------- | -------------------------------------------------------------------------------------------------- |
| South Dakota  | BB-57           | New York Shipbuilding Corporation | 5 juillet 1939   | 7 juin 1941       | 20 mars 1942  | Retiré du service le 31 janvier 1947, vendu pour la ferraille.                                     |
| Indiana       | BB-58           | Newport News Shipbuilding         | 20 novembre 1939 | 21 novembre 1941  | 30 avril 1942 | Retiré du service le 11 septembre 1947, vendu pour la ferraille.                                   |
| Massachusetts | BB-59           | Fore River Shipyard               | 20 juillet 1939  | 23 septembre 1941 | 12 mai 1942   | Retiré du service le 27 mars 1947, vendu pour la ferraille, finalement transformé en navire musée. |
| Alabama       | BB-60           | Norfolk Naval Shipyard            | 1er février 1940 | 16 février 1942   | 16 août 1942  | Retiré du service le 9 janvier 1947 puis transformé en navire musée.                               |